# Dècada del 980

## Esdeveniments
- 983 - Joan XIV relleva Benet VII com a papa.
- 985 - Joan XV succeeix Joan XIV com a papa.
- 987 - Hug Capet és coronat rei de França.
- 988 - Borrell II no renova el jurament de vassallatge.
- El Rus' de Kíev abraça el cristianisme ortodox.

## Personatges destacats
- Almansor
- Benet VII
- Bonifaci VII
- Borrell II
- Eric el Roig
- Hug Capet
- Papa Joan XIV
- Otó II, emperador romanogermànic